# علم بیان
بیان به انگلیسی Rhetoric ، «خطابه»، یا «ریطوریقا» (لاتین: Ars Rhetorica از اصل یونانی: Τέχνης Ρητορικής، Technēs Rhtorikēs) در لغت به معنی پیدا و آشکار شدن است و در اصطلاح ادبی مجموعه علومی است که به وسیلهٔ آنها می‌توان معنای واحدی را به راه‌های گوناگون بیان کرد. علم بیان به همراه معانی، بدیع، عروض و قافیه مجموعهٔ علوم بلاغی را در زبان و ادبیات فارسی تشکیل می‌دهد.
علم بیان با فن بیان یکی نیست و تفاوت های بارزی با هم دارند. در واقع علم بیان علم سخندانی و سخن پردازی و فن بیان، فن چگونه گفتن می‌باشد البته لازم بذکر است که برای سخن پردازی، ابتدا باید معنا را دریابیم تا به تبع آن بتوانیم واژگانی را بر زبان برانیم چرا که زبان یعنی مجموعه قواعدی مبتنی برقرداد لفظ بر معنا یعنی باید چیزی را در ذهنم بپرورانم و تحلیل کنم تا از قِبَل آن بتوانم به زبانی سرشار از واژه و کلمه دست پیدا کنم. یکی از ویژگی‌های کلامی که بیانی هست، دیالوگ محور بودن آن می‌باشد یعنی پاسخ عبارت در خود آن نهفته است و نیاز به هیچ توضیح اضافه‌ای ندارد. همچنین کلامی که بیانی است باید تصویر ساز باشد چرا که تا تصویر چیزی را نبینیم آن‌چیز را درک نخواهیم کرد. از دیگر ویژگی بیان ، معنی ساز بودن کلام می‌باشد یعنی باید آنقدر جان و عمق داشته باشد تا تشنگی مخاطب را به شایستگی هر چه تمام، برطرف کند.
بیان را همچون دیگر دانش‌ها می‌توان از دو دیدگاه مورد بحث و بررسی قرار داد:
- دیدگاه موضوعی
- دیدگاه تاریخی

## موضوع‌های علم بیان
موضوع‌های علم بیان، عبارت است از:
- تشبیه
- استعاره
- مجاز
- کنایه